# Scutellaria lilungensis
Scutellaria lilungensis là một loài thực vật có hoa trong họ Hoa môi. Loài này được S.S.Ying miêu tả khoa học đầu tiên năm 1991.